# Grong
Grongⓘ là một đô thị ở hạt Trøndelag, Na Uy. Đô thị này thuộc vùng Namdalen. Trung tâm hành chính của đô thị này là làng Mediå. 

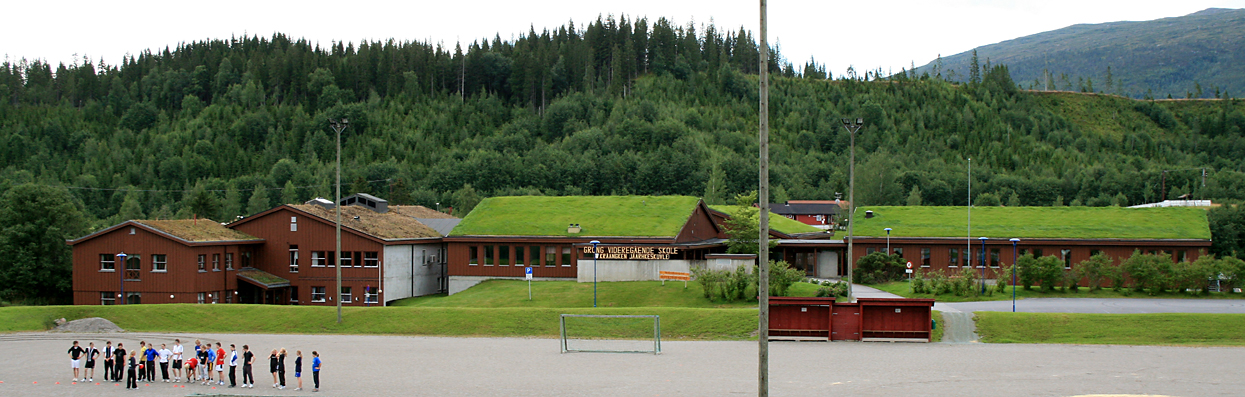
Trường trung học Grong

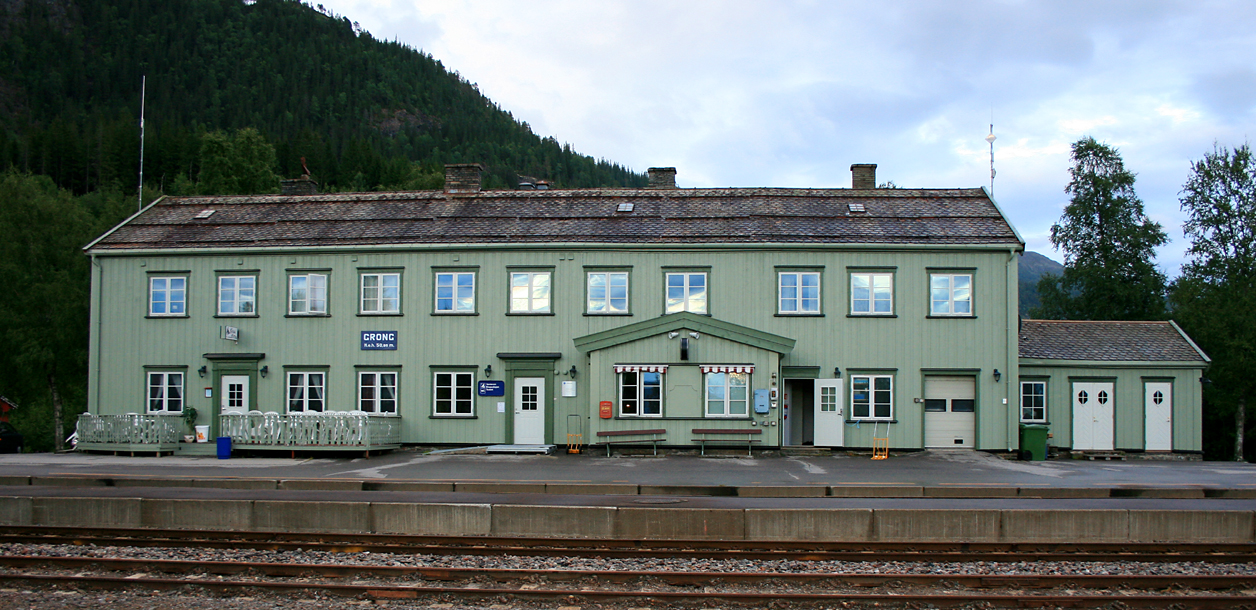
Nhà ga tàu lửa ở Grong

Grong đã được lập thành một đô thị ngày 1 tháng 1 năm 1838 (xem formannskapsdistrikt). Bốn đô thị sau này đã được tách từ Grong: Høylandet (năm 1901), Harran (năm 1923), Namsskogan (năm 1923), và Røyrvik (năm 1923). Harran lại được sáp nhập với Grong ngày 1 tháng 1 năm 1964.
Đô thị (ban đầu là một giáo khu) đã được đặt tên theo nông trang cũ Grong farm (tiếng Na Uy Cổ: Granungar), do nhà thờ đầu tiên đã được xây dựng ở đó. 